# Nagy Károly (labdarúgó, 1921)
Nagy Károly (1921 – ?) magyar labdarúgó.

## Sikerei, díjai
Ferencvárosi TC
- Magyar bajnokság
  - ezüstérmes: 1945